# チップとデールのツリーハウス
- ディズニーパーク
  - 東京ディズニーリゾート > 東京ディズニーランド
    - トゥーンタウン > チップとデールのツリーハウス
    - 東京ディズニーランドのアトラクションの一覧 > チップとデールのツリーハウス

  - ディズニーランド・リゾート > ディズニーランド
    - トゥーンタウン > チップとデールのツリーハウス
    - ディズニーランドのアトラクション > チップとデールのツリーハウス

チップとデールのツリーハウス (Chip 'n Dale's Treehouse) は世界のディズニーパークにあるアトラクション。

## このアトラクションが存在するパーク
- ディズニーランド（ディズニーランド・リゾート）
- 東京ディズニーランド（東京ディズニーリゾート）

## 概要
チップとデールのツリーハウス(Chip'n Dale's Treehouse)は、ディズニーキャラクターチップとデールのオーク（日本語訳樫）の木の家をモチーフにした散策型アトラクション。同種のアトラクション「スイスファミリー・ツリーハウス」と比較して小さめで、年少者を主な対象としている。

## 各施設紹介

### ディズニーランド
| チップとデールのツリーハウス Chip 'n Dale Treehouse | チップとデールのツリーハウス Chip 'n Dale Treehouse | チップとデールのツリーハウス Chip 'n Dale Treehouse | チップとデールのツリーハウス Chip 'n Dale Treehouse |
| --------------------------------------------------- | --------------------------------------------------- | --------------------------------------------------- | --------------------------------------------------- |
| オープン日                                          |                                                     |                                                     |                                                     |
| スポンサー                                          | スポンサー                                          | なし                                                | なし                                                |
| 利用制限                                            |                                                     | なし                                                | なし                                                |
| シングルライダー                                    | シングルライダー                                    |                                                     | 対象外                                              |

かつてはチップとデールのすべり台とドングリプール（Chip'n Dale Tree Slide and Acorn Crawl）という名称で、すべり台とクッションのプールがあった。

### 東京ディズニーランド
| チップとデールのツリーハウス | チップとデールのツリーハウス | チップとデールのツリーハウス | チップとデールのツリーハウス |
| ---------------------------- | ---------------------------- | ---------------------------- | ---------------------------- |
| オープン日                   | オープン日                   | 1996年4月15日                | 1996年4月15日                |
| スポンサー                   | スポンサー                   | なし                         | なし                         |
| 利用制限                     |                              | なし                         | なし                         |
| ファストパス                 | ファストパス                 |                              | 対象外                       |
| シングルライダー             | シングルライダー             |                              | 対象外                       |

チップとデールのツリーハウス(Chip'n Dale's Treehouse)は、ディズニーキャラクターチップとデールのオーク（日本語訳樫）の木の家をモチーフにした散策型アトラクション。同種のアトラクション「スイスファミリー・ツリーハウス」と比較して小さめで、年少者を主な対象としている。当初は滑り台ができていたが、夏場は滑り板が暑くなってしまい、安全のため両方とも階段に改修された。